# Chiesa del Santissimo Crocifisso (Barletta)
La chiesa del Santissimo Crocifisso è situata in via Petrarca, nella periferia di Barletta che prende il nome di Patalini.

## Storia
Tra il 1980 e il 1981 dopo un incontro tra l'Arcivescovo, monsignor Giuseppe Carata e don Michele Dicataldo, vice parroco della parrocchia di Santa Maria degli Angeli, confinante con la zona Patalini, si intuisce la necessità di istituire una nuova parrocchia in questo nuovo quartiere. Il desiderio del parroco era quello di intitolarla ai Santi Medici Cosma e Damiano ma infine venne istituita e intitolata al Santissimo Crocifisso, il 14 settembre 1981.
Inizialmente la chiesa trova posto in un locale al piano terra in via Leopardi poi la sede viene spostata in un altro locale in via Dante Alighieri.
Don Michele chiede ed ottiene i simulacri dei santi che erano venerati nella chiesa di Sant'Antonio, con la promessa che vengano ogni anno festeggiati, diventando così co-patroni della parrocchia del Santissimo Crocifisso.
Successivamente la chiesa trova posto in un grande sottano in via Patalini.
Intanto don Michele sollecita il comune di Barletta affinché venga assegnato un suolo dove costruire il nuovo tempio.
Ed infatti il consiglio comunale cittadino assegna il suolo per la costruzione della chiesa in un'area di via Patalini e successivamente su via Petrarca, per cambio di destinazione d'uso della precedente area assegnata.
Intanto il nuovo arcivescovo, monsignor Carmelo Cassati, nel 1992 realizza nella diocesi un avvicendamento di parroci ed il 26 luglio 1992 nomina parroco del Santissimo Crocifisso don Luigi Filannino, mentre don Michele Dicataldo diventa parroco di Santa Maria della Vittoria.
A don Luigi si deve il restauro, il riuso e la rivalutazione storica della chiesetta del crocifissino di campagna, teatro della resistenza barlettana contro i tedeschi.
La Chiesa del Crocifisso, progettata dall'arch. Eugenio Memeo - con studio in Milano - diventa centro propulsore del quartiere Patalini con la successiva costruzione del campo di calcio adiacente e dell'auditorium.
In seguito alla morte di don Luigi Filannino vi è la nomina di don Ruggiero Caporusso. A lui si deve la ristrutturazione del salone inferiore ubicato sotto il tempio.
Il 13 settembre 2006 vengono completati gli affreschi di tipo iconografico sull'abside del tempio, come dono concreto della Parrocchia per l'inizio del Giubileo parrocchiale nel XXV anniversario di fondazione della stessa. Il 10 settembre 2017, inoltre, è stato assegnato un nuovo parroco proveniente dalla chiesa di Sant’Andrea, don Giuseppe Paolillo.